# Vernon Maxwell
Vernon Maxwell (ur. 12 września 1965 w Gainesville) – amerykański koszykarz, obrońca, dwukrotny mistrz NBA.
Dwukrotnie przewodził NBA w liczbie celnych rzutów za 3 punkty, uzyskanych w trakcie całego sezonu regularnego (1991, 1992).

## Osiągnięcia
NCAA
- NIT Season Tip-Off Most Outstanding Player (1988)[3]

NBA
- 2-krotny mistrz NBA (1994, 1995)[1]